# Orogeneza kimeryjska

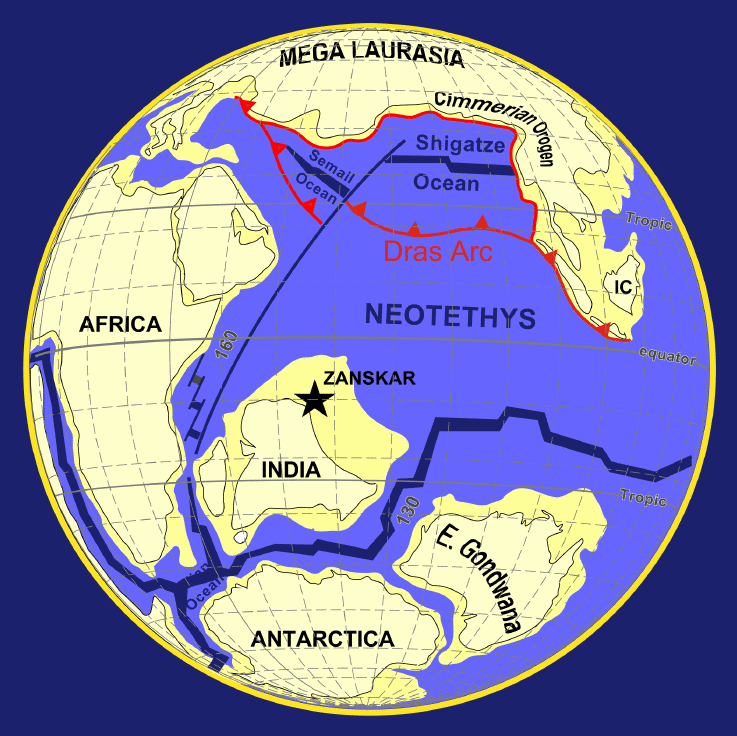
Zderzenie Kimerii z Kazachstanią i z Chinami

Orogeneza kimmeryjska – orogeneza w Azji w okresie jury, kredy i wczesnego kenozoiku 200–150 mln lat temu.
Do orogenezy kimmeryjskiej doszło wskutek kolizji mikrokontynentu Kimmerii z kontynentem proto-azjatyckim (Laurasią) – Kazachstanią oraz północnymi i południowymi Chinami. W wyniku tej orogenezy, rozpoczynającej się w późnym triasie, doszło do zamknięcia oceanu Paleotetydy. Istniejąca tam długowieczna strefa subdukcji miała wergencję północną i północno-zachodnią, a na jej zapleczu (czyli północy) istniał od późnego permu kontynentalny łuk wulkaniczny (andezyty). Powstałe w tej orogenezie pasma górskie, z dużym prawdopodobieństwem tak wysokie jak współczesne pasma tego rejonu (Hindukusz, Pamir, Himalaje), leżą obecnie w środkowej i południowo-wschodniej Azji. Przykładowo, na obszarze północnego Iranu szef Paleotetydy znajduje się pomiędzy G. Elburs i Kopet Dag, gdzie struktury kimeryjskie są ekshumowane (odnowione) w orogenezie alpejskiej.